# Dolomedes
Genre
Synonymes
- Teippus Chamberlin, 1924
- Cispiolus Roewer, 1955

Dolomedes est un genre d'araignées aranéomorphes de la famille des Dolomedidae.
Certaines espèces sont des représentants relativement grands pour des araignées aranéomorphes. Les espèces du genre des Dolomedes sont réparties dans presque le monde entier et ont un mode de vie aquatique unique pour les araignées.

## Distribution
Les espèces de ce genre se rencontrent en Océanie, en Afrique, en Amérique, en Asie et en Europe.

## Description

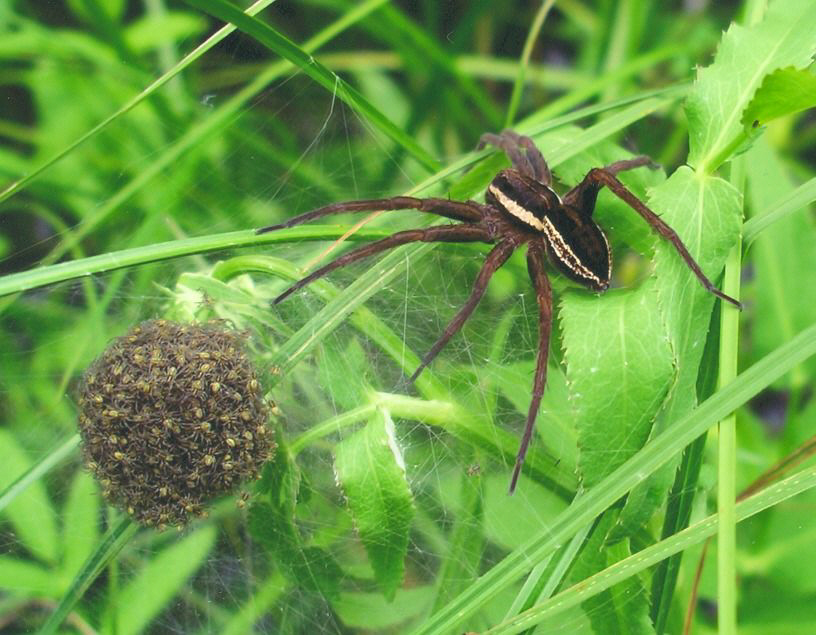
Dolomedes fimbriatus avec sa "nurserie" remplie de bébés araignées

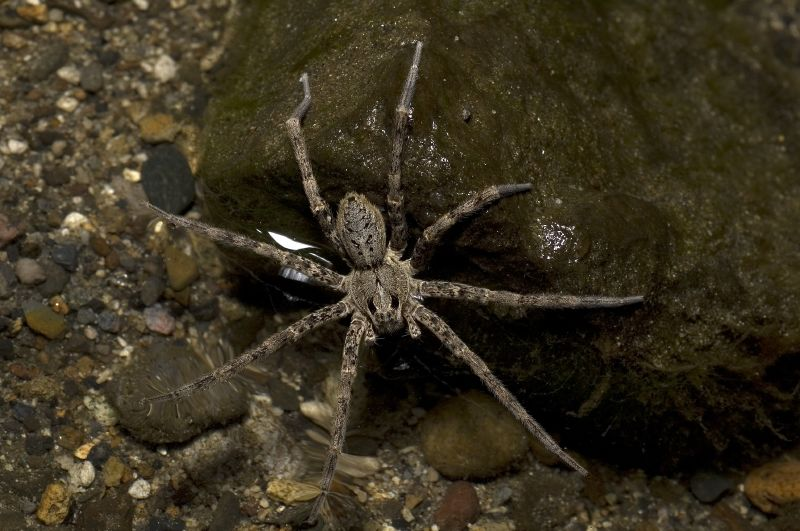
Dolomedes

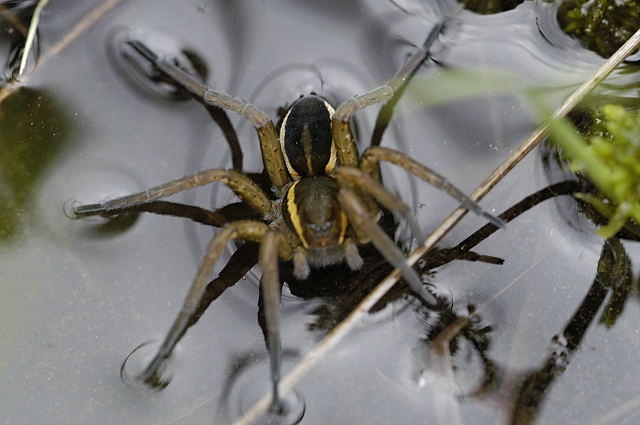
Dolomedes fimbriatus

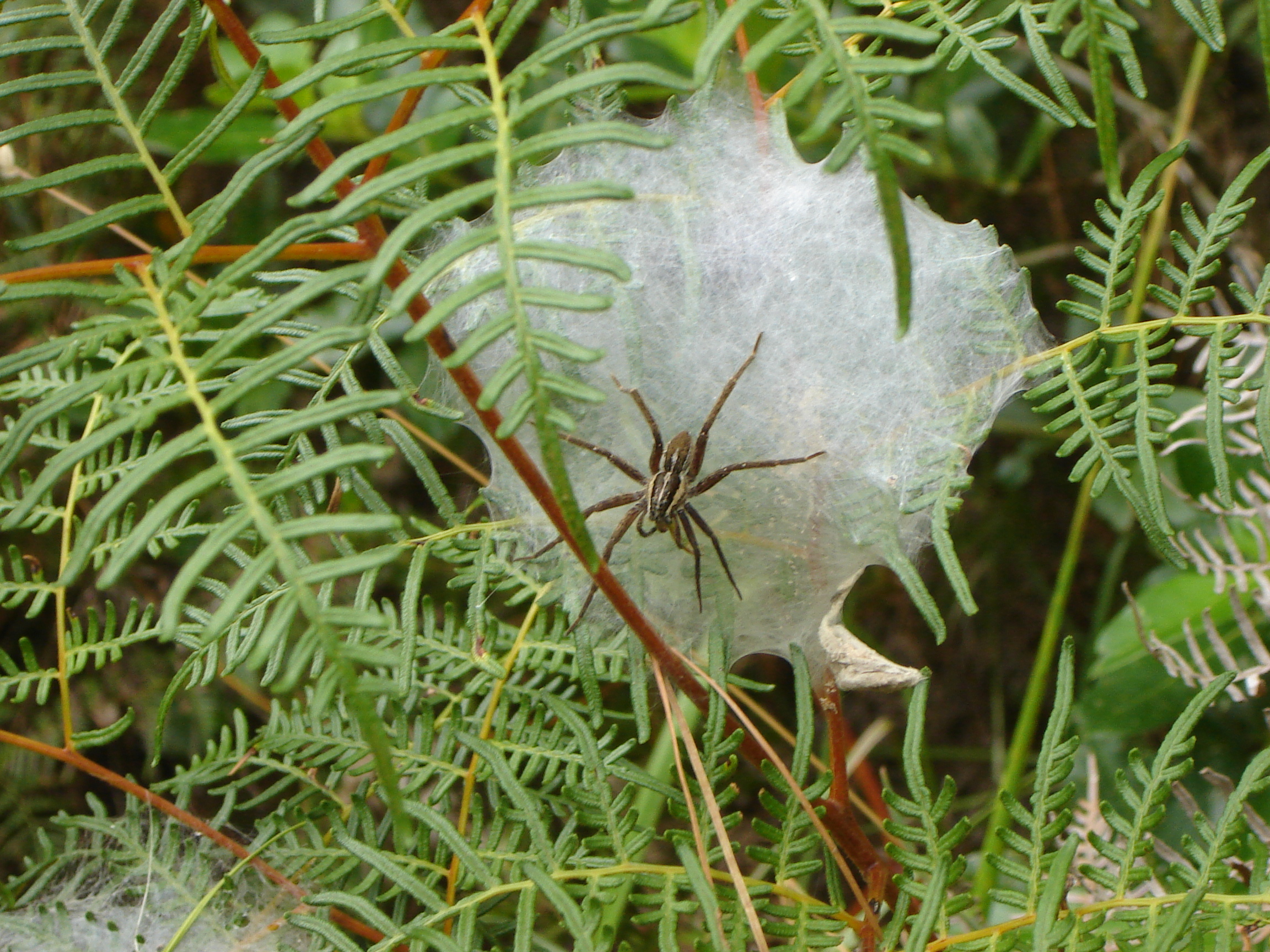
Dolomedes minor

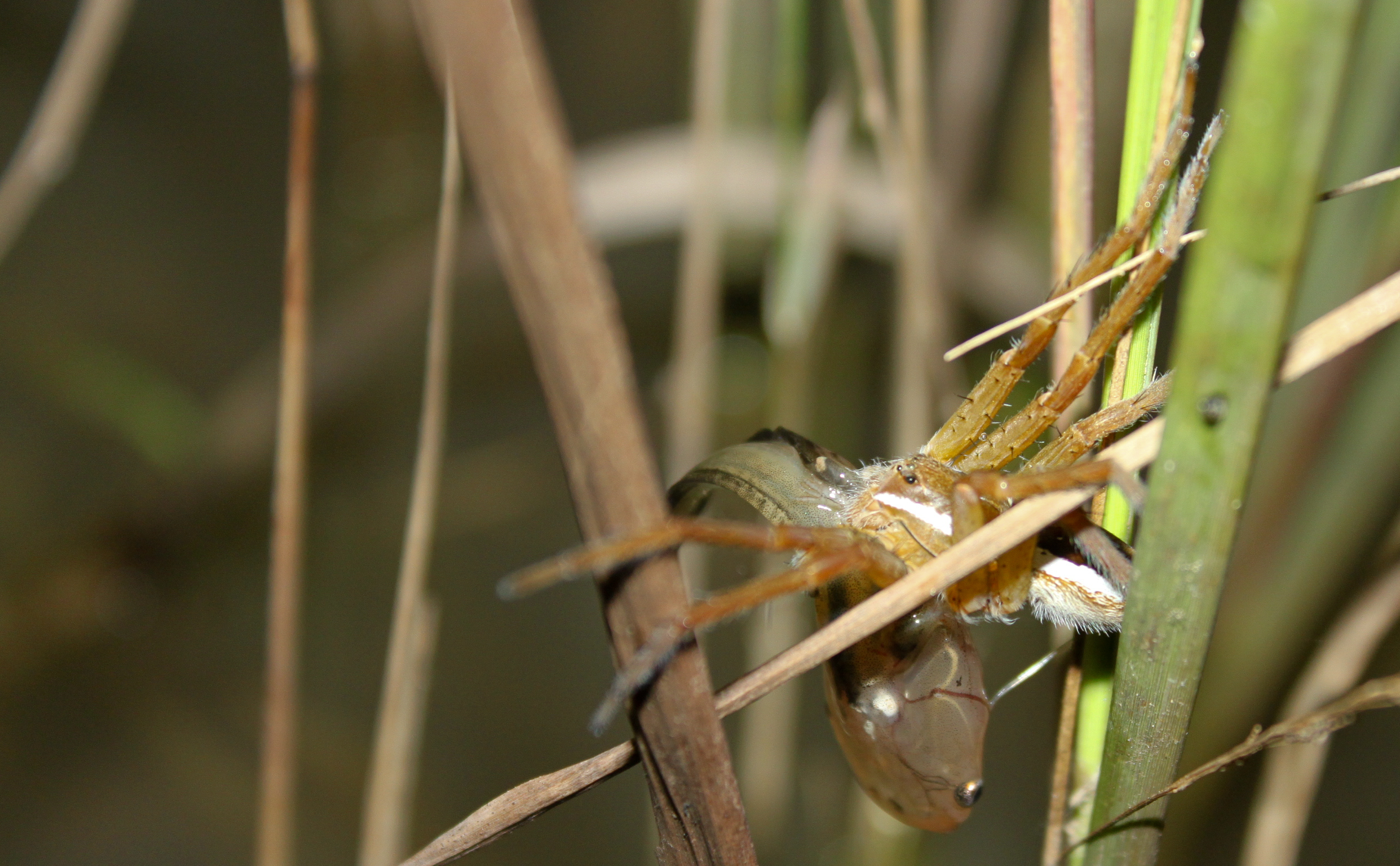
Têtard d'une grenouille Xenopus epitropicalis capturé par une Dolomedes femelle.

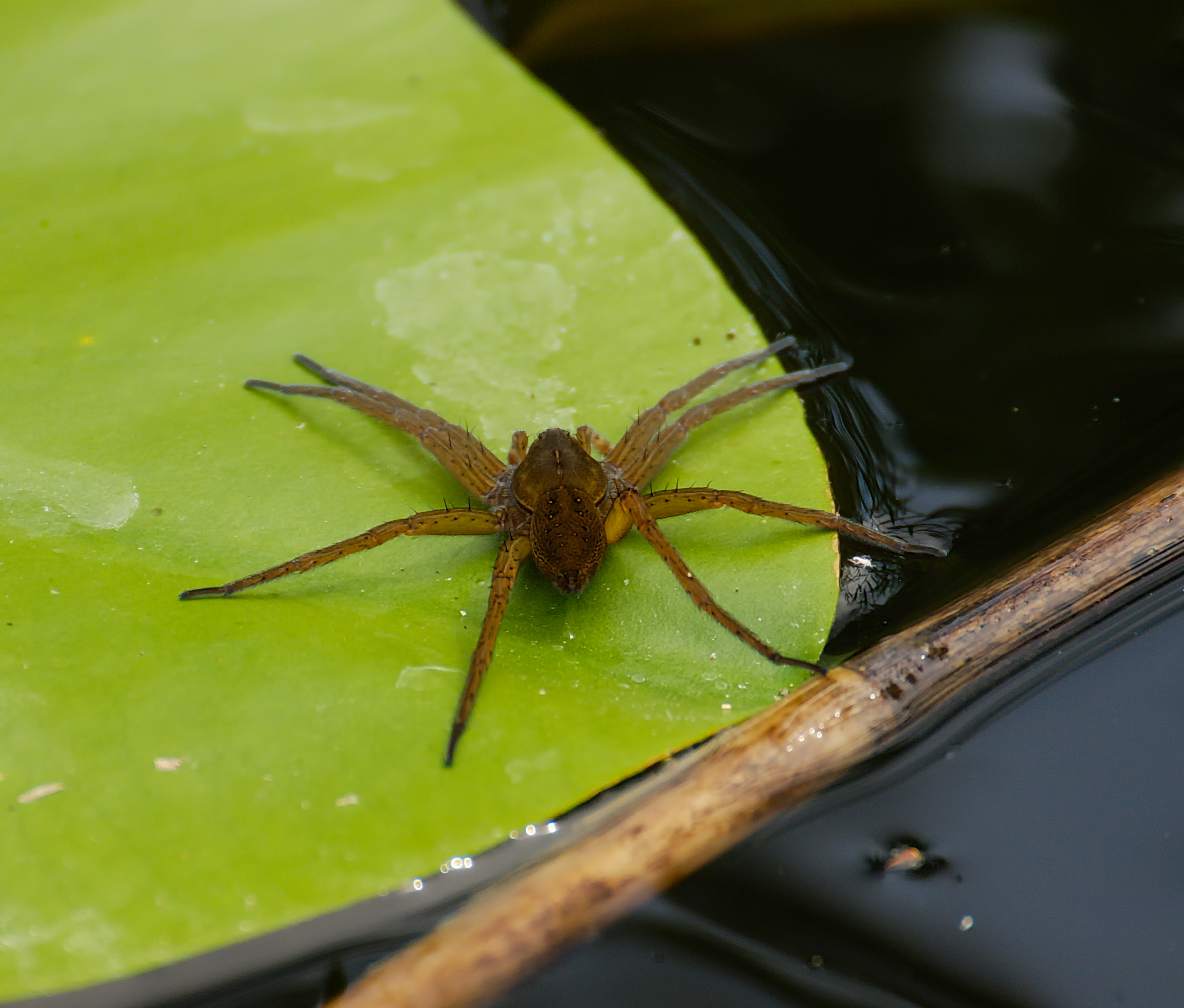
Dolomedes plantarius

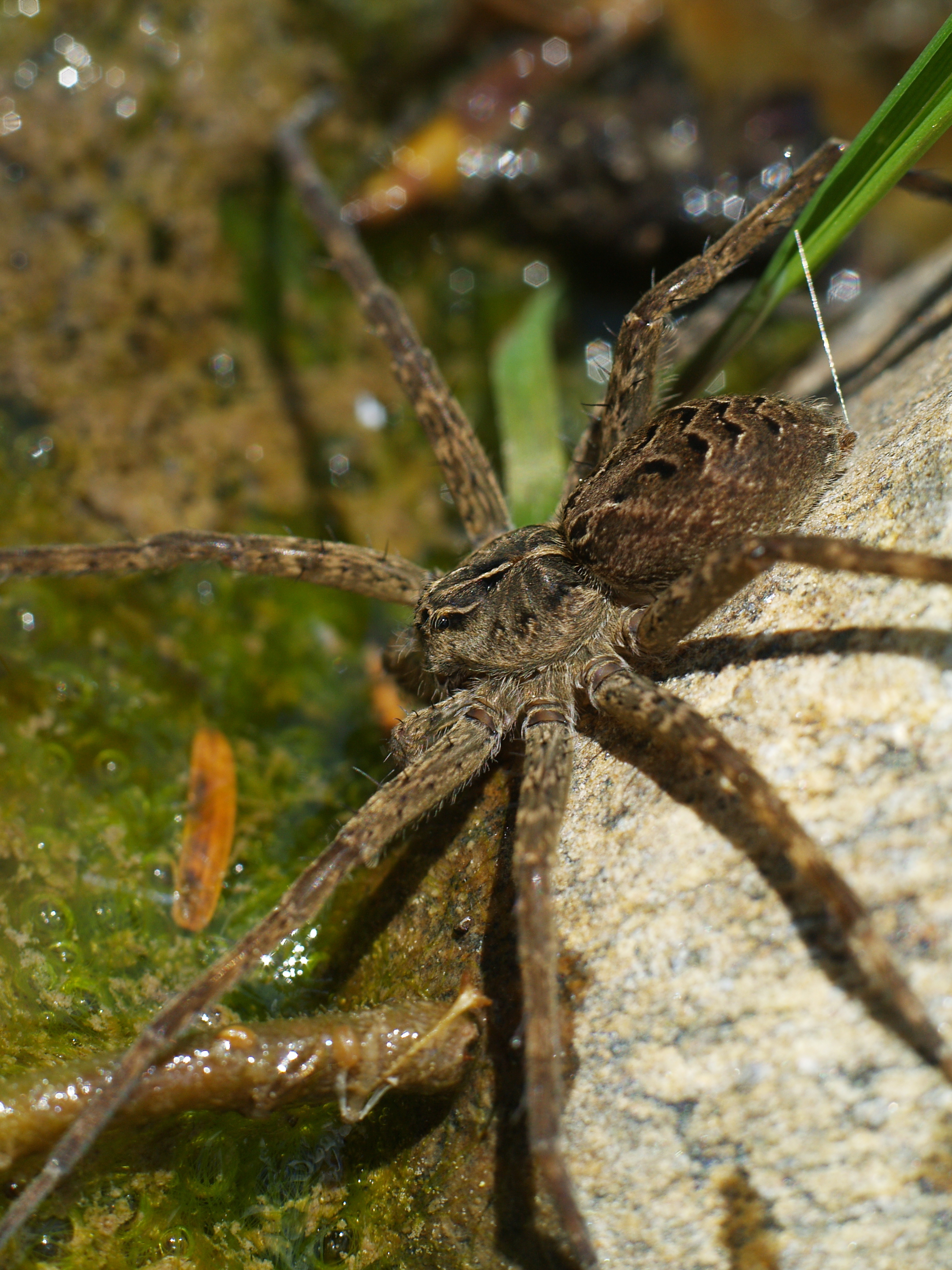
Dolomedes tenebrosus

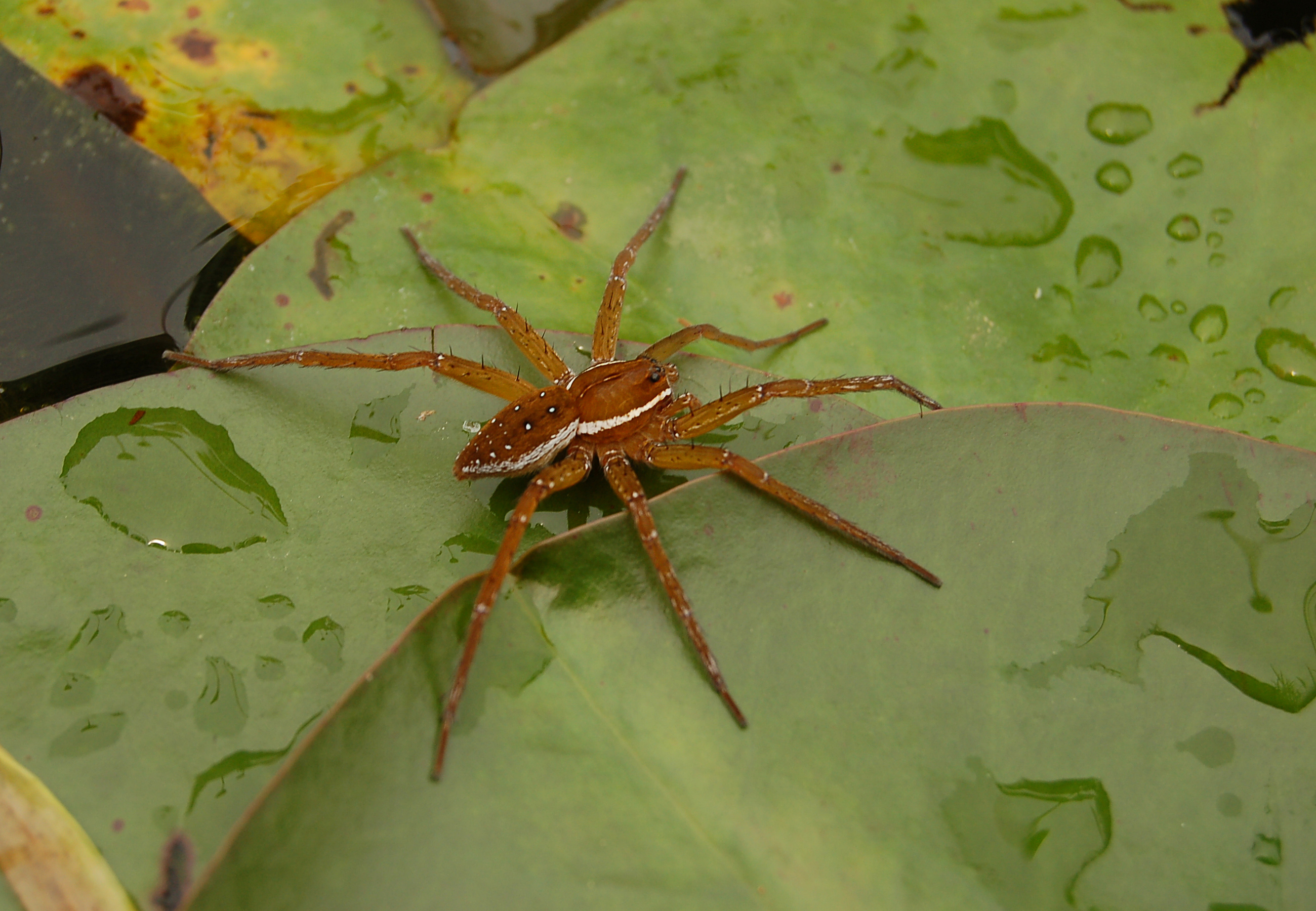
Dolomedes triton

Ce sont des araignées de grande taille presque toutes semi-aquatiques, exception faite de Dolomedes albineus, espèce arboricole du sud-ouest des États-Unis, et de Dolomedes minor, espèce des prairies de la Nouvelle-Zélande.

## Mode de vie
Les Dolomedes ont un mode de vie aquatique et se déplacent souvent à grande vitesse à la surface de l'eau. Sur terre, les espèces du genre restent généralement immobiles sur des jetées, des pierres, des troncs d'arbres ou d'autres objets qui leur offrent l'occasion de s'y camoufler. En outre, les plantes qui dépassent de l'eau et celles qui flottent sur elle constituent des zones de repos fréquentes pour les Dolomedes.
Les Dolomedes  sont à la fois diurnes et nocturnes. Cependant, certaines espèces, comme Dolomedes minor, sont plus nocturnes, tandis que, par exemple, l'araignée de chasse à six points (Dolomedes triton) est active pendant le jour.

### Capacité à nager et à plonger
La grande agilité à la surface de l'eau des chasseurs riverains est apparemment rendue possible par des soies recouvertes de substances hydrophobes sur la surface ventrale du corps, ce qui confère aux araignées des propriétés hydrophobes (hydrofuges) et les maintient ainsi à la surface par flottaison. En dehors de la locomotion sur l'eau, cette capacité est également utilisée pour échapper aux prédateurs et pour attraper des proies.
Une caractéristique inhabituelle des Dolomedes pour des araignées est qu'elles peuvent plonger complètement sous l'eau, une caractéristique qui sert également à la fuite et à la chasse. La plongée exige une grande force de la part du Dolomedes, pour surmonter la tension de surface de l'eau et n’est possible, par exemple, qu'en sautant dans l'eau depuis un objet élevé ou en prenant appui sur un objet fixe à la surface de l'eau. Lorsqu'elle est immergée, le corps de l'araignée est entouré par une gaine d’air dont l’épaisseur est déterminée par la longueur des soies et des épines les plus développées. Les Dolomedes disposent d'un long temps pour rester sous l'eau, qui chez certaines espèces, comme l'araignée D. triton, peut atteindre une heure et demie ou plus. Dans l'ensemble, cependant, les Dolomedes passent la plupart de leur temps en dehors de l'eau et n'utilisent leur capacité de plongée que dans le but de s'échapper ou de chasser.
L'ensemble du mécanisme semble être similaire au plastron (de), qui assure la respiration des insectes amphibies sous l'eau. Dans ce cas, une bulle d'air formée par les setae fournirait de l'oxygène dissous et dissoudrait le dioxyde de carbone. Lors d'expériences où des Dolomedes étaient aspergées d'alcool, elles ne pouvaient plus produire d'enveloppe d'oxygène et ne restaient immergées que quelques secondes. Toutefois, il n'a pas été possible de déterminer si ce phénomène était dû au manque d'oxygène ou à l'effet de l'alcool sur les animaux testés.

### Chasse
Les Dolomedes n'utilisent pas leur soie pour capturer des proies. Elles se nourrissent de petits insectes aquatiques (comme les gerris) mais aussi de demoiselles, de mouches bleues, de têtards et d'alevins qu'elles attirent à la surface en faisant vibrer l'eau de leurs pattes antérieures. Pratiquant l'apnée (record : près d'une heure), elles sont capables d'attraper des petits poissons (araignées ichtyophages). Elles peuvent chasser aussi bien au sol que dans la végétation. Sans véritablement nager, elles peuvent se déplacer à la surface de l'eau ou sous l'eau. Elles risquent alors de devenir la proie de certains poissons.

## Reproduction
Les mâles, contrairement aux Pisaura, ne présentent pas aux femelles de proie au moment de l'accouplement : ils se contentent d'agiter l'une après l'autre leurs pattes antérieures en direction de la femelle puis s'unissent brièvement. Les femelles pondent plus de 1 000 œufs.
Comme tout membre de leur famille, les Dolomedes femelles tissent, lors de l'éclosion des nouveau-nés, une toile de « nurserie » dans laquelle elles déposent leur sac d'œufs. Cette « nurserie » est souvent associée à des feuilles qui en forment la voûte ou les faces. Les bébés-araignées y stationneront jusqu'à leur deuxième mue.
Les premiers stades des immatures ont les pattes verdâtres et l'abdomen brun clair. Il est rare de voir des adultes alors que les jeunes peuvent être assez abondants dans les arbres ou les arbustes.

## Liste des espèces
Selon World Spider Catalog (version 26, 18/06/2025) :
- Dolomedes actaeon Pocock, 1903
- Dolomedes albicomus L. Koch, 1867
- Dolomedes albicoxus Bertkau, 1880
- Dolomedes albineus Hentz, 1845
- Dolomedes alexandri Raven & Hebron, 2018
- Dolomedes angolensis (Roewer, 1955)
- Dolomedes angustivirgatus Kishida, 1933
- Dolomedes angustus (Thorell, 1899)
- Dolomedes annulatus Simon, 1877
- Dolomedes aquaticus Goyen, 1888
- Dolomedes batesi Pocock, 1903
- Dolomedes bedjanic Yu & Kuntner, 2024
- Dolomedes bistylus Roewer, 1955
- Dolomedes briangreenei Raven & Hebron, 2018
- Dolomedes bukhkaloi Marusik, 1988
- Dolomedes chevronus Yin, 2012
- Dolomedes chinesus Chamberlin, 1924
- Dolomedes chroesus Strand, 1911
- Dolomedes costatus Zhang, Zhu & Song, 2004
- Dolomedes crosbyi Lessert, 1928
- Dolomedes dondalei Vink & Dupérré, 2010
- Dolomedes elegans Taczanowski, 1874
- Dolomedes facetus L. Koch, 1876
- Dolomedes fageli Roewer, 1955
- Dolomedes femoralis van Hasselt, 1882
- Dolomedes fernandensis Simon, 1909
- Dolomedes fimbriatus (Clerck, 1757)
- Dolomedes flaminius L. Koch, 1867
- Dolomedes fontus Tanikawa & Miyashita, 2008
- Dolomedes furcatus Roewer, 1955
- Dolomedes fuscipes Roewer, 1955
- Dolomedes fuscus Franganillo, 1931
- Dolomedes gertschi Carico, 1973
- Dolomedes gracilipes Lessert, 1928
- Dolomedes gregoric Yu & Kuntner, 2024
- Dolomedes guamuhaya Alayón, 2003
- Dolomedes holti Carico, 1973
- Dolomedes horishanus Kishida, 1936
- Dolomedes hydatostella Yu & Kuntner, 2024
- Dolomedes instabilis L. Koch, 1876
- Dolomedes intermedius Giebel, 1863
- Dolomedes japonicus Bösenberg & Strand, 1906
- Dolomedes kalanoro Silva & Griswold, 2013
- Dolomedes karijini Raven & Hebron, 2018
- Dolomedes karschi Strand, 1913
- Dolomedes lafoensis Berland, 1924
- Dolomedes laticeps Pocock, 1898
- Dolomedes lesserti Roewer, 1955
- Dolomedes lizturnerae Raven & Hebron, 2018
- Dolomedes machadoi Roewer, 1955
- Dolomedes macrops Simon, 1906
- Dolomedes mankorlod Raven & Hebron, 2018
- Dolomedes mendigoetmopasi Barrion, 1995
- Dolomedes minahassae Merian, 1911
- Dolomedes minor L. Koch, 1876
- Dolomedes mizhoanus Kishida, 1936
- Dolomedes naja Berland, 1938
- Dolomedes neocaledonicus Berland, 1924
- Dolomedes nigrimaculatus Song & Chen, 1991
- Dolomedes noukhaiva Walckenaer, 1847
- Dolomedes ohsuditia Kishida, 1936
- Dolomedes okefinokensis Bishop, 1924
- Dolomedes orion Tanikawa, 2003
- Dolomedes palmatus Zhang, Zhu & Song, 2005
- Dolomedes palpiger Pocock, 1903
- Dolomedes paroculus Simon, 1901
- Dolomedes pedder Raven & Hebron, 2018
- Dolomedes pegasus Tanikawa, 2012
- Dolomedes petalinus Yin, 2012
- Dolomedes plantarius (Clerck, 1757)
- Dolomedes pullatus Nicolet, 1849
- Dolomedes raptor Bösenberg & Strand, 1906
- Dolomedes raptoroides Zhang, Zhu & Song, 2004
- Dolomedes reuniascar Cazanove, Yu, Derepas & Henrard, 2025
- Dolomedes rotundus Yu & Kuntner, 2024
- Dolomedes saganus Bösenberg & Strand, 1906
- Dolomedes schauinslandi Simon, 1899
- Dolomedes scriptus Hentz, 1845
- Dolomedes senilis Simon, 1880
- Dolomedes signatus Walckenaer, 1837
- Dolomedes silvicola Tanikawa & Miyashita, 2008
- Dolomedes smithi Lessert, 1916
- Dolomedes spathularis van Hasselt, 1882
- Dolomedes straeleni Roewer, 1955
- Dolomedes striatus Giebel, 1869
- Dolomedes sulfureus L. Koch, 1878
- Dolomedes sumatranus Strand, 1906
- Dolomedes tadzhikistanicus Andreeva, 1976
- Dolomedes tenebrosus Hentz, 1844
- Dolomedes titan Berland, 1924
- Dolomedes toldo Alayón, 2003
- Dolomedes transfuga Pocock, 1900
- Dolomedes triton (Walckenaer, 1837)
- Dolomedes upembensis (Roewer, 1955)
- Dolomedes vatovae Caporiacco, 1940
- Dolomedes venmani Raven & Hebron, 2018
- Dolomedes vicque Raven & Hebron, 2018
- Dolomedes vittatus Walckenaer, 1837
- Dolomedes wetarius Strand, 1911
- Dolomedes wollastoni Hogg, 1915
- Dolomedes wollemi Raven & Hebron, 2018
- Dolomedes yawatai Ono, 2002
- Dolomedes zatsun Tanikawa, 2003
- Dolomedes zhangjiajiensis Yin, 2012

## Systématique et taxinomie
Ce genre a été décrit par Latreille en 1804. Il est placé dans les Dolomedidae par Morris, Hazzi et Hormiga en 2025.
Teippus a été placé en synonymie par Carico en 1973.
Cispiolus a été placé en synonymie par Blandin en 1979.

## Publication originale
- Latreille, 1804 : « Tableau méthodique des Insectes. » Nouveau Dictionnaire d'Histoire Naturelle, Paris, vol. 24, p. 129-295.